# Suining
Suining (chiń. upr. 遂宁; chiń. trad. 遂寧; pinyin Sùiníng) – miasto o statusie prefektury miejskiej w Chinach, w prowincji Syczuan. 
W 2010 roku liczba mieszkańców miasta wynosiła 126 470. Prefektura miejska w 1999 roku liczyła 3 740 024 mieszkańców. 

## Podział administracyjny
Prefektura miejska Suining podzielona jest na:
- miasto na prawach powiatu: Shehong
- 2 dzielnice: Chuanshan, Anju,
- 2 powiaty: Pengxi, Daying.